# Giuseppe Di Mauro

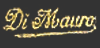
Logo dei liutai Di Mauro

Giuseppe (Joseph) Di Mauro (Catania, 10 novembre 1932 – Parigi, 2 luglio 2001) è stato un liutaio italiano naturalizzato francese, figlio di Antonio Di Mauro liutaio a Catania ed emigrato a Parigi nel 1934.

## Biografia
Costruttore di chitarre, figlio di Antonio, liutaio a Catania, e nipote di Giuseppe, anch'esso liutaio, si trasferì a Parigi all'età di due anni e dal 1947, nella bottega del padre e dello zio, apprese l'arte della liuteria. Essi facevano parte della grande famiglia di liutai italiani trasferitasi a Parigi dal 1930.
Egli, anche dopo la morte del padre avvenuta nel 1976, consacrò la sua vita alla fabbricazione delle chitarre fino alla fine della sua attività nel 1993 quando, a seguito della demolizione dei locali in cui aveva la sua bottega, decise di interrompere l'attività non ritenendo di ricominciare da capo.
La produzione dei Di Mauro è stata molto stimata fino a tutti gli anni sessanta per poi scemare a seguito dell'avvento dei grandi marchi statunitensi e giapponesi. I suoi strumenti rimangono comunque dei pezzi storici ricercati da chitarristi in cerca di strumenti di tipo Selmer.
Fra i chitarristi famosi che hanno suonato suoi strumenti si ricordano Sacha Distel, Henri Salvador e Pat Metheny.
Oggi le chitarre Di Mauro sono molto rare e ricercate dai chitarristi che ne apprezzano il suono ed hanno raggiunto quotazioni ragguardevoli facendo la fortuna di coloro che le posseggono.